# Незомииды
Незомииды (лат. Nesomyidae) — семейство млекопитающих отряда грызунов. Водятся в Африке южнее Сахары и на о. Мадагаскар.

## Описание
Облик этих грызунов отличается широким разнообразием, отражающим разнообразием их образов жизни. Среди них встречаются грызуны, похожие на крыс, полёвок и песчанок. Размеры — от крохотного болотного хомячка (Delanymys brooksi) с длиной тела 50—63 мм и веса 5,2—6,5 г, до гигантской гамбийской крысы (Cricetomys gambianus), весящей до 2,8 кг при длине тела до полуметра. Длина хвоста может отличаться от короткой до превышающей длину тела вдвое. Половой диморфизм обычно не выражен. Волосяной покров обычно густой, окрашенный в различные оттенки бурого и серого. Некоторые виды отличаются голыми цепкими хвостами, у других хвосты хорошо опушены, с кисточкой на конце. У подсемейства хомяковых крыс (Cricetomyinae) имеются защёчные мешки.

## Образ жизни
Представители семейства встречаются в самых различных местообитаниях, от лесов до саванн и возделанных полей, в тропической, субтропической и умеренной зонах. В горы поднимаются до 4000 м над уровнем моря. Образ жизни разнообразен — от строго наземного до строго древесного. Многие виды, включая наземные, прекрасно лазают, забираясь на невысокие деревья и кустарники в поисках пищи. Имеются дневные и ночные виды; большинство роет норы или занимает норы других грызунов либо дупла деревьев. Виды, живущие в жарких, засушливых областях, впадают в летнюю спячку. Среди видов встречаются как строго растительноядные, так и насекомоядные виды; в целом они скорее всеядны. Рацион включает все виды растительных кормов, насекомых, улиток и иных беспозвоночных, птичьи яйца и птенцов, мелких рептилий. Виды, питающиеся семенами, зачастую делают запасы кормов.
Имеются как виды социальные, живущие парами, семейными группами и колониями, так и одиночные. Виды, обитающие в засушливых районах, размножаются во влажный сезон; у других сезон размножения растянут. В помёте от 1 до 10 детёнышей; у некоторых видов самцы заботятся о потомстве наряду с самками. Детёныши рождаются недоразвитыми, развиваются медленно. У одного мадагаскарского вида (Hypogeomys antimena) детёныши остаются с родителями более чем на один сезон размножения. Продолжительность жизни в неволе редко превышает 2 года.

## Классификация
Семейство включает 6 подсемейств, 21 род и 68 видов:
- Подсемейство Cricetomyinae
  - Род Длиннохвостые мешотчатые крысы (Beamys)
    - Длиннохвостая мешотчатая крыса (Beamys hindei)
    - Большая мешотчатая крыса (Beamys major)

  - Род Хомяковые крысы (Cricetomys)
    - Гамбийская хомяковая крыса (Cricetomys gambianus)
    - Гигантская хомяковая крыса (Cricetomys emini)

  - Род Мешотчатые крысы (Saccostomus)
    - Мешотчатая крыса (Saccostomus campestris)
    - мешотчатая крыса Мирнса (Saccostomus mearns)

- Подсемейство Dendromurinae
  - Род Африканские лазающие мыши (Dendromus)
    - Удивительная лазающая мышь (Dendromus insignis)
    - Кахузская лазающая мышь (Dendromus kahuziensis)
    - Лазающая мышь Киву (Dendromus kivu)
    - Эфиопская лазающая мышь (Dendromus lovati)
    - Серая лазающая мышь (Dendromus melanotis)
    - Брандтова лазающая мышь (Dendromus mesomelas)
    - Банановая лазающая мышь (Dendromus messorius)
    - Каштановая лазающая мышь (Dendromus mystacalis)
    - Никийская лазающая мышь (Dendromus nyikae)
    - Камерунская лазающая мышь (Dendromus oreas)
    - Ангольская лазающая мышь (Dendromus vernayi)

  - Род Megadendromus
    - Большая лазающая мышь (Megadendromus nicolausi)

  - Род Dendroprionomys
    - Dendroprionomys rousseloti

  - Род Prionomys
    - Древесная мышь (Prionomys batesi)

  - Род Malacothrix
    - Длинноухая мышь (Malacothrix typica)

  - Род Толстые мыши (Steatomys)
    - Steatomys bocagei
    - Северная толстая мышь (Steatomys caurinus)
    - Западная толстая мышь (Steatomys cuppedius)
    - Толстая мышь Джексона (Steatomys jacksoni)
    - Толстая мышь Кребса (Steatomys krebsii)
    - Steatomys opimus
    - Малая толстая мышь (Steatomys parvus)
    - Толстая мышь (Steatomys pratensis)

- Подсемейство Mystromyinae
  - Род Mystromys
    - Белохвостый хомяк (Mystromys albicaudatus)

- Подсемейство Nesomyinae
  - Род Brachytarsomys
    - Коротколапый хомяк (Brachytarsomys albicauda)

  - Род Короткохвостые хомяки (Brachyuromys)
    - Бестилиоский хомяк (Brachyuromys betsileoensis)
    - Рамирохитра (Brachyuromys ramirohitra)

  - Род Соневидные хомяки (Eliurus)
    - Западный соневидный хомяк (Eliurus antsingy)
    - Eliurus carletoni
    - Eliurus ellermani
    - Eliurus danieli
    - Северный соневидный хомяк (Eliurus grandidieri)
    - Соневидный хомяк Майера (Eliurus majori)
    - Малый соневидный хомяк (Eliurus minor)
    - Соневидный хомяк (Eliurus myoxinus)
    - Беловатый хомяк (Eliurus penicillatus)
    - Таналайский хомяк (Eliurus tanala)
    - Соневидный хомяк Уэбба (Eliurus webbi)

  - Род Gymnuromys
    - Хомяк Роберта (Gymnuromys roberti)

  - Род Hypogeomys
    - Мадагаскарский гигантский хомяк (Hypogeomys antimena)

  - Род Большеногие хомяки (Macrotarsomys)
    - Большеногий хомяк Бастарда (Macrotarsomys bastardi)
    - Большой большеногий хомяк (Macrotarsomys ingens)
    - Macrotarsomys petteri

  - Род Monticolomys
    - Монтиколомис (Monticolomys koopmani)

  - Род Nesomys
    - Зайцегубый хомяк (Nesomys rufus)

  - Род Voalavo
    - Voalavo antsahabensis
    - Хомяк Карлтона (Voalavo gymnocauda)

- Подсемейство Petromyscinae
  - Род Скальные мыши (Petromyscus)
    - Скальная мышь Барбора (Petromyscus barbouri)
    - Карлковая скальная мышь (Petromyscus collinus)
    - Намибийская скальная мышь (Petromyscus monticularis)
    - Скальная мышь Шортриджа (Petromyscus shortridgei)
- Подсемейство Delanymyinae
  - Род Delanymys
    - Болотная мышь (Delanymys brooksi)

До недавнего времени виды включали в семейства мышиных или хомяковых. Только новейшие молекулярные исследования (2004 г.) позволили выделить их в отдельное семейство 'Nesomyidae.

## Природоохранный статус
В списки Международной Красной книги входят — как «находящиеся в критическом состоянии» (Critically Endangered):
- Eliurus penicillatus,
- Macrotarsomys ingens,
- Dendromus kahuziensis

как «находящиеся под угрозой исчезновения» (Endangered):
- Eliurus majori,
- Hypogeomys antimena,
- Delanymys brooksi,
- Mystromys albicaudatus

как «уязвимые» (Vulnerable):
- Gymnuromys roberti,
- Dendromus lovati,
- Dendromus oreas,
- Steatomys jacksoni

как «находящиеся в состоянии близком к угрожаемому» (Near Threatened):
- Beamys major,
- Beamys hindei.

Основную угрозу для этих грызунов представляет уничтожение природной среды обитания и фрагментация ареала вследствие антропогенного преобразования ландшафтов. Особенно опасно это для эндемиков Мадагаскара из подсемейства Nesomyinae. С другой стороны, некоторые виды довольно обычны и многочисленны. Например, гамбийская крыса Cricetomys gambianus обитает в городах наряду с обычными крысами из рода Rattus; местные жители традиционно употребляют её мясо в пищу. Её также иногда содержат как домашнее животное. Белохвостый хомяк (Mystromys albicaudatus) является лабораторным животным.